# Lista över Gambias presidenter

Presidentens flagga.

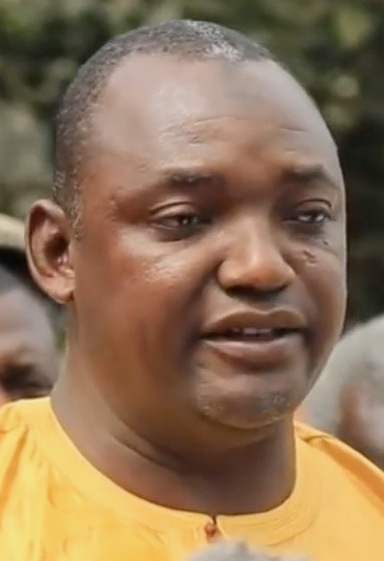
Gambias nuvarande president Adama Barrow

Detta är en lista över Gambias statschefer.
| Namn                    | Ämbetsperiod                        | Titel                                       |
| ----------------------- | ----------------------------------- | ------------------------------------------- |
| Sir John Warburton Paul | 18 februari 1965 – 9 februari 1966  | Generalguvernör                             |
| Farimang Singateh       | 9 februari 1966 – 24 april 1970     | Generalguvernör                             |
| Dawda Jawara            | 24 april 1970 – 30 juli 1981        | President                                   |
| Kukoi Samba Sanyang     | 30 juli 1981 – 5 augusti 1981       | Ordförande i Nationella Revolutionära rådet |
| Dawda Jawara            | 5 augusti 1981 – 22 juli 1994       | President                                   |
| Yahya Jammeh            | 22 juli 1994 – 28 september 1996    | Statsöverhuvud                              |
| Yahya Jammeh            | 28 september 1996 – 19 januari 2017 | President                                   |
| Adama Barrow            | 19 januari 2017 –                   | President                                   |